# شیم سوک-هی
شیم سوک-هی (انگلیسی: Shim Suk-hee؛ زادهٔ ۳۰ ژانویهٔ ۱۹۹۷) اسکیت‌باز سرعت اهل کره جنوبی است.